# Богданов, Владимир Дмитриевич (биолог)
Владимир Дмитриевич Богданов (род. 30 октября 1953 года) — биолог, ихтиолог, директор ИЭРиЖ (с 2013 года), член-корреспондент РАН (2011).

## Биография
Родился 30 октября 1953 года.
В 1975 году — окончил биологический факультет Пермского государственного университета.
После окончания ВУЗа по приглашению академика С. С. Шварца был принят в Институт экологии растений и животных и направлен в экологический научно-исследовательский стационар ИЭРиЖ в Лабытнангах.
В 1982 году — защитил кандидатскую диссертацию, тема: «Экология сиговых рыб Нижней Оби в первый год жизни».
В 1986 году — переведен в Институт экологии растений и животных (ИЭРиЖ) УрО РАН.
С 1991 года — руководит Лабораторией экологии рыб и биоразнообразия водных экосистем ИЭРиЖ УрО РАН.
В 1997 году — защитил докторскую диссертацию, тема: «Экология молоди и воспроизводство сиговых рыб Нижней Оби».
С 1999 до 2013 годы — работал в должности заместителя директора по научной работе ИЭРиЖ УрО РАН. С 2013 года — директор ИЭРиЖ.
В 2011 году — избран членом-корреспондентом РАН.

## Научная деятельность
Основные научные результаты:

На примере рыб внес большой вклад в разделы общей биологии — экологию и биологию развития пойкилотермных животных, и в ихтиологию. Раскрыты закономерности и механизмы процессов воспроизводства полупроходных рыб субарктических и арктических экосистем. Всесторонне исследованы экологические аспекты раннего онтогенеза рыб. На примере эмбрионов и личинок сиговых рыб установлена «норма реакции» организмов и популяций на абиотические и биотические факторы водной среды. Создан первый в мире определитель личинок сиговых рыб. Выявлены механизмы формирования поколений сиговых рыб Обского бассейна, разработаны методологические, теоретические и практические основы мониторинга воспроизводства сиговых рыб Обского бассейна. Установлены три типа смертности на ранних этапах развития, от соотношения которых зависит стратегия выживания сиговых рыб.
Под его руководством впервые исследовано биоразнообразие и биоресурсы водных экосистем большей части территории Полярного Урала и Ямала.
Автор более 300 научных публикаций, в том числе более 10 монографий.
Под его руководством защищены 5 кандидатских диссертаций, ведет преподавательскую работу в Пермском госуниверситете.
Главный редактор журнала «Экология» РАН, член диссертационного совета при Уральском научно-исследовательском ветеринарном институте РАСХН, член научно-промыслового совета Западно-Сибирского рыбопромыслового бассейна (Тюмень), член рыбохозяйственного совета ЯНАО (Салехард).